# Beitbridge
Beitbridge (o Beit Bridge) è una località al confine fra lo Zimbabwe (Provincia del Matabeleland Meridionale) e il Sudafrica (Provincia del Limpopo), nonché il punto più settentrionale del Sudafrica. Il collegamento fra le due nazioni è costituito da un ponte sul fiume Limpopo (che segna il confine fra Zimbabwe e Sudafrica), l'Alfred Beit Bridge. Le postazioni doganali di Beitbridge sono fra le più trafficate dell'Africa meridionale. Nei pressi del ponte, in territorio dello Zimbabwe, sorge una cittadina anch'essa chiamata Beitbridge, di 22.387 abitanti (censimento del 2002).

## La cittadina

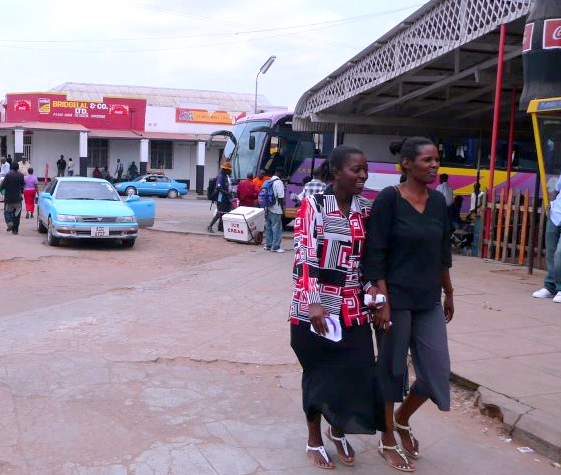
Cittadina di Beitbridge (2006)

Beitbridge conta circa 2.570 abitazioni legalmente riconosciute, principalmente in mattoni a due o tre piani e abitate da ufficiali governativi o rappresentanti commerciali, e altre circa 3.000 abitazioni informali, soprattutto case di fango. Le persone che trovano impiego nelle attività doganali sono circa 1.200, mentre il resto della popolazione svolge mansioni diverse o è senza occupazione fissa. Intorno alla cittadina ci sono diverse aree agricole che danno lavoro a molti braccianti. La disoccupazione è aumentata recentemente in seguito alla chiusura di una miniera di diamanti.
La principale struttura ricreativa di Beitbridge è il Dulibadzimu Stadium, un piccolo stadio multifunzionale che, tra l'altro, ha ospitato le celebrazioni del 23 febbraio 2008 in occasione del compleanno del presidente Robert Mugabe.

## Collegamenti
Sul lato sudafricano, Beitbridge è collegata all'autostrada N1 diretta a Pretoria (463 km) e Johannesburg (521 km); il primo insediamento che si incontra sulla strada è Musina (16 km). Nello Zimbabwe dalla cittadina si dipartono due strade principali, la A6 che porta a Bulawayo e la R1 verso Masvingo.
Al posto di frontiera di Beitbridge sono collegate tre linee ferroviarie. Sul lato sudafricano c'è la linea Spoornet, che porta a Polokwane. Nello Zimbabwe la ferrovia si suddivide in due, una è gestita dalla compagnia National Railways of Zimbabwe e diretta a Gweru via Rutenga, e l'altra della Beitbridge Bulawayo Railway verso Bulawayo.

## Migrazione

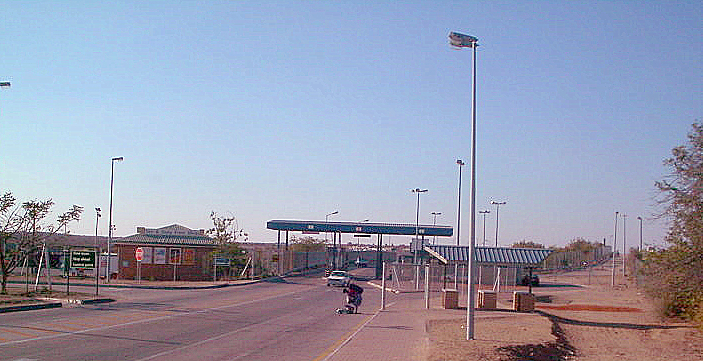
Il posto di frontiera di Beitbridge

La località di Beitbridge è ovviamente toccata direttamente dal massiccio spostamento di profughi che dallo Zimbabwe cercano di trasferirsi in Sudafrica, sia legalmente che illegalmente. Questo movimento migratorio è dovuto soprattutto alla prolungata crisi economica e sociale che ha colpito lo Zimbabwe a partire dagli anni novanta. Il Limpopo, che costituisce il confine naturale fra Sudafrica e Zimbabwe, è difficilmente attraversabile in altri punti, a causa della ampia portata d'acqua e della ricca popolazione di coccodrilli.
Al movimento migratorio dei profughi si aggiunge quello dei "migranti giornalieri", che in giornata attraversano il confine avanti e indietro per recarsi a Musina a comprare generi di prima necessità che scarseggiano in Zimbabwe.